# ЮМЗ-Т2.09
ЮМЗ-Т2.09 — модель троллейбуса, выпускавшаяся на Южном машиностроительном заводе имени А. М. Макарова в Днепре с 1998 по 2007 год. Представляет собой модификацию ЮМЗ Т2 для гористой местности.

## История
Первый экземпляр создан в 1995 году. Изначально спроектированны для эксплуатации в горной местности со сложным рельефом на междугороднем маршруте в Ялте. Отличается от базовой модели наличием независимого электродинамического тормоза, фарами подсветки контактной сети, размещёнными на крыше, магнитолой в кабине водителя, уменьшенной пассажировместимостью — 43 человека, по числу сидячих мест.
Опытный образец ЮМЗ Т2-09 несколько месяцев испытывался на междугороднем маршруте в Алуште, после испытаний получил № 001, в дальнейшем получил № 7001.
В 1998 году парк Алушты пополнился ещё одним ЮМЗ Т2-09 и с этого времени на Южмаше начато серийно производство троллейбусов ЮМЗ Т2-09 спецмодификации для Крымского троллейбуса.
В 1999 году по заказу Крымского троллейбуса на Южмаше производят ещё один троллейбус, который поступает на баланс Симферопольского троллейбусного парка.
В 2003 году в Симферополь поступает ещё один троллейбус и из Алушты передают ещё два троллейбуса, которые там ранее работали под № 7001, 7002 и получили новые № 4151, 4152.
В 2004 году Крымский троллейбус заказывает партию троллейбусов из 7 штук, которые поступают на баланс Ялтинского троллейбусного парка и где они получили № 5200-5006, но уже в августе этого года передаются в город Керчь, где 18 сентября 2004 года была открыта самая молодая троллейбусная система Украины, которая стала не зависимой от Крымского троллейбуса системой.
В 2006 году на Южмаше по заказу города Керчи был произведён один троллейбус ЮМЗ Т2-09, но в этом году завод получил большое количество заказов и не справлялся с поставками троллейбусов серии Т2 в города Украины и тогда Северодонецкому троллейбусному управлению был предложен ЮМЗ Т2-09, по той же цене, что и ЮМЗ Т2.
В марте 2006 года Северодонецк получил единственный троллейбус серии ЮМЗ Т2-09, а Крым с этого года перестал быть единственным местом эксплуатации серии ЮМЗ Т2-09.
В 2007 году Керчь всё же получила обещанный в 2006 году троллейбус и этот троллейбус стал последним произведённым из серии ЮМЗ Т2-09.
С 2008 года Керчь перешла на городскую серии ЮМЗ Т2.
В 2009 году два троллейбуса ЮМЗ Т2-09 были переданы из Ялтинского в Симферопольский троллейбусный парк.
В 2007 году был построен последний троллейбус этой серии, за почти 10 лет малосерийного производства было построено всего 18 троллейбусов, которые успешно отработали и до сих пор успешно работают на маршрутах городов Украины.

## Представители
Всего в эксплуатацию поступило 14 машин, из них по состоянию на 2022 год в строю находятся две машины, по одной в Керчи и Северодонецке.
| Город               | Количество | Парковые номера  | Годы эксплуатации | Статус на 2020 год                                                   |
| ------------------- | ---------- | ---------------- | ----------------- | -------------------------------------------------------------------- |
| Крымский троллейбус | 3          | 4150, 4152, 4153 | 1995-н.в.         | Один списан, два в резерве.                                          |
| Керчь               | 11         | 001-011          | 2004 - 2022       | Один отстранён от эксплуатации(011), десять списаны в 2023(001-010). |
| Северодонецк        | 1          | 503              | 2006 - н.в.       | Один эксплуатируется                                                 |